# Legenda aurea
Legenda aurea (latin "Den gyllene legenden") är en medeltida samling av helgonlegender, sammanställd av Jacobus de Voragine, biskop i Genua i Norditalien omkring 1260. Den innehåller levnadsteckningar över 180 helgon och martyrer.
Under boktryckarkonstens barndom, under 1400-talet, kom den ut i 90 tryckta upplagor och översattes till många språk, ibland med egna tillägg. Den översattes till svenska år 2007.

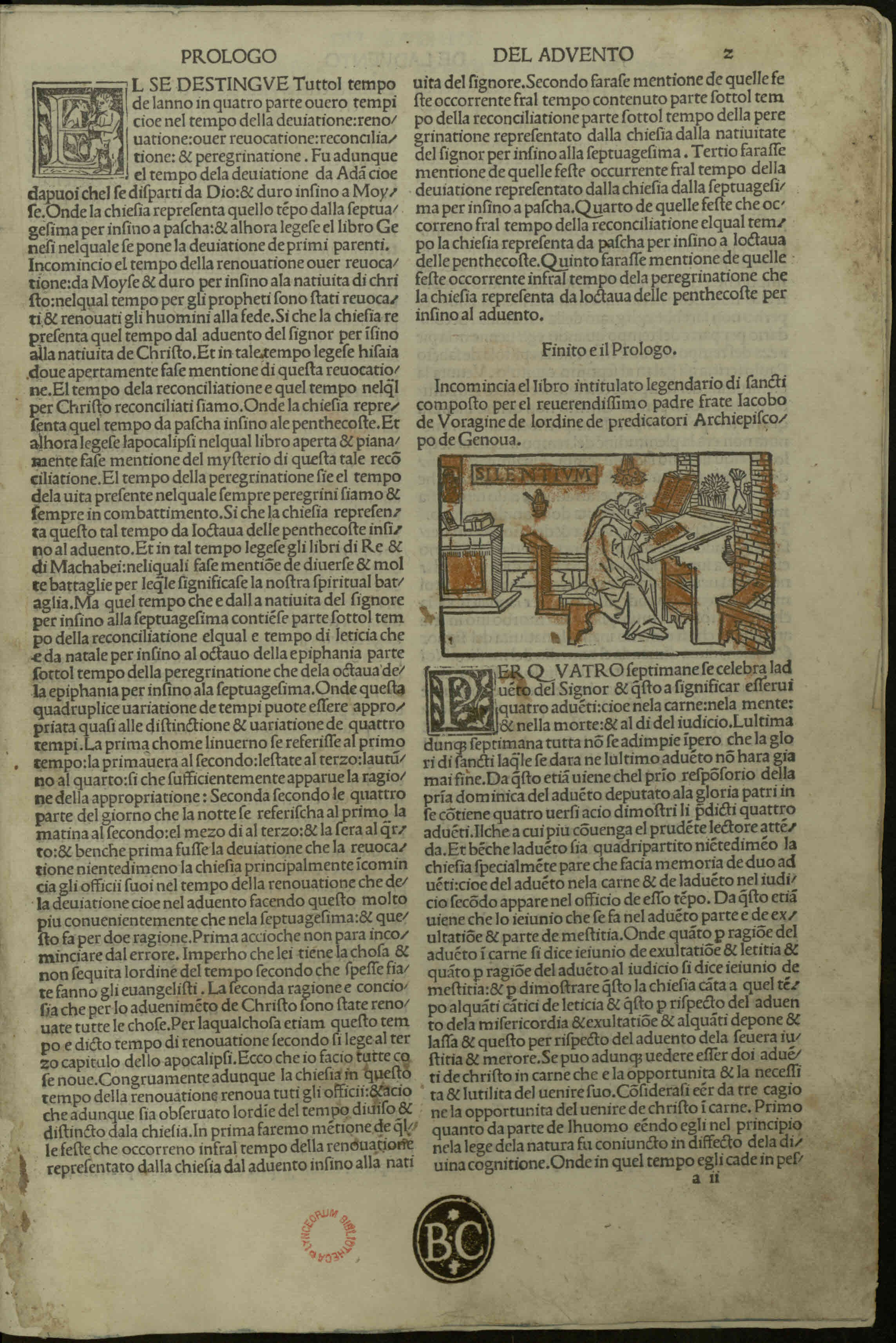
Legenda Aurea, 1499.